# English (Indiana)
English é uma cidade  localizada no estado americano de Indiana, no Condado de Crawford.

## Demografia
Segundo o censo americano de 2000, a sua população era de 673 habitantes.
Em 2006, foi estimada uma população de 690, um aumento de 17 (2.5%).

## Geografia
De acordo com o United States Census Bureau tem uma área de
7,9 km², dos quais 7,9 km² cobertos por terra e 0,0 km² cobertos por água. English localiza-se a aproximadamente 232 m acima do nível do mar.

## Localidades na vizinhança
O diagrama seguinte representa as localidades num raio de 24 km ao redor de English.